# Petrovski (Krasnodar)
Petrovski (del ruso: Петровский) es un jútor del raión de Gulkévichi del krai de Krasnodar, en el sur de Rusia. Está situado a orillas del arroyo Zelenchuk, afluente del río Zelenchuk Treti,13 km al sur de Gulkévichi y 137 km al nordeste de Krasnodar, la capital del krai. Tenía 142 habitantes en 2010.
Pertenece al municipio Sokolovskoye.